# كينيث كينغ
كينيث كينغ (4 ديسمبر 1915 في المملكة المتحدة - 5 يوليو 1997) (بالإنجليزية: Kenneth King)‏ هو لاعب كريكت بريطاني.

## وصلات خارجية
- كينيث كينغ على موقع إي آس بي آن كريك إنفو (الإنجليزية)